# Christisonia scortechinii
Christisonia scortechinii är en snyltrotsväxtart som beskrevs av David Prain. Christisonia scortechinii ingår i släktet Christisonia och familjen snyltrotsväxter. Inga underarter finns listade i Catalogue of Life.